# Lylia Ikram Meguedad
Lylia Ikram Meguedad, née le 28 février 2004, est une rameuse d'aviron algérienne.

## Carrière
Elle remporte aux championnats d'Afrique d'aviron de plage sprint 2022 à Hammamet en juniors la médaille de bronze en skiff, en deux de couple et en deux de couple mixte.
Elle obtient la médaille d'argent en deux de couple poids légers seniors avec Chaïma Hellal Berouane aux Championnats d'Afrique d'aviron 2022 ; dans la catégorie des moins de 23 ans, elle est médaillée d'or en deux de couple poids légers, toujours avec Chamia Hellal Berouane. Elle est aussi lors de ces championnats médaillée de bronze en skiff junior.